# Oscar Cruz
Oscar Valero Cruz (ur. 17 listopada 1934 w Balandze, zm. 26 sierpnia 2020 w Manili) – filipiński duchowny rzymskokatolicki, w latach 1991–2009 arcybiskup Lingayen-Dagupan.

## Życiorys
Święcenia kapłańskie przyjął 10 lutego 1962. 4 marca 1976 został prekonizowany biskupem pomocniczym Manili ze stolicą tytularną Martirano. Sakrę biskupią otrzymał 3 maja 1976. 22 maja 1978 został mianowany arcybiskupem San Fernando. 24 października 1988 zrezygnował z urzędu. 15 lipca 1991 objął urząd arcybiskupa Lingayen-Dagupan. 8 września 2009 przeszedł na emeryturę. Zmarł 26 sierpnia 2020 roku na COVID-19.